# جان فيليب ريتشي
جان فيليب ريتشي (بالفرنسية: Jean-Philippe Ricci)‏
```
هو 
ممثل
 
فرنسي
، ولد في 1953.
[
1
]
```

## أعمال

### أفلام
- (2009) نبي[2][3][4]
- (2015) بين الأصدقاء[5]

## وصلات خارجية
- جان فيليب ريتشي على موقع IMDb (الإنجليزية)
- جان فيليب ريتشي على موقع ألو سيني (الفرنسية)
- جان فيليب ريتشي على موقع أول موفي (الإنجليزية)
- جان فيليب ريتشي على موقع قاعدة بيانات الأفلام السويدية (السويدية)
- جان فيليب ريتشي على موقع قاعدة بيانات الفيلم (الإنجليزية)
- جان فيليب ريتشي على موقع كينوبويسك (الروسية)